# Emo rap
Emo rap (também conhecido como emo hip hop, sad rap, ou emo trap) é um subgênero de estilos de fusão do hip hop e emo comumente usados em hip hop - especificamente no gênero trap e cloud rap - com temas líricos e vocais comumente encontrados em música emo, bem como elementos de outros gêneros do rock intimamente associados, como indie rock, pop punk e nu metal.
Este subgênero do hip hop é principalmente caracterizado por, nas suas músicas, estar presente um grande apelo aos sentimentos. São temas frequentes o amor, os desgostos, doenças psicológicas (tais como a depressão e a ansiedade), a sociedade e o consumo de drogas para escapar à "realidade".

## Artistas notáveis
- convolk
- fats'e
- Bladee
- Juice WRLD[8]
- Iann Dior
- Kid Cudi[9]
- Lil Aaron
- Lil Peep[10]
- Lil Tracy[11]
- Lil Uzi Vert[12]
- Lil Xan[13]
- Nothing,Nowhere.[14]
- Jorge Tokyo[15]
- Princess Nokia[16]
- Smrtdeath
- XXXTentacion[17]
- Yung Lean[18]
- Jumex
- Cold Hart
- Guardin
- Powfu
- LIL LOTUS
- 93FEETOFSMOKE
- Brennan Savage
- You're Dreaming
- drippin so pretty
- Deko
- Shrimp
- midwxst
- d1v
- shinigami
- Lil Desire
- Jxdn